# Tên gọi Nhật Bản
Trong tiếng Nhật, các tên gọi để chỉ đất nước Nhật Bản là Nippon (にっぽん listenⓘ) và Nihon (にほん listenⓘ), chúng đều được viết bằng kanji là 日本. Trong các ngôn ngữ nước ngoài, một hoặc một vài tên gọi có nguồn gốc ngoại lai đã được sử dụng (dưới dạng này hoặc dạng khác) để chỉ Nhật Bản.

## Lịch sử

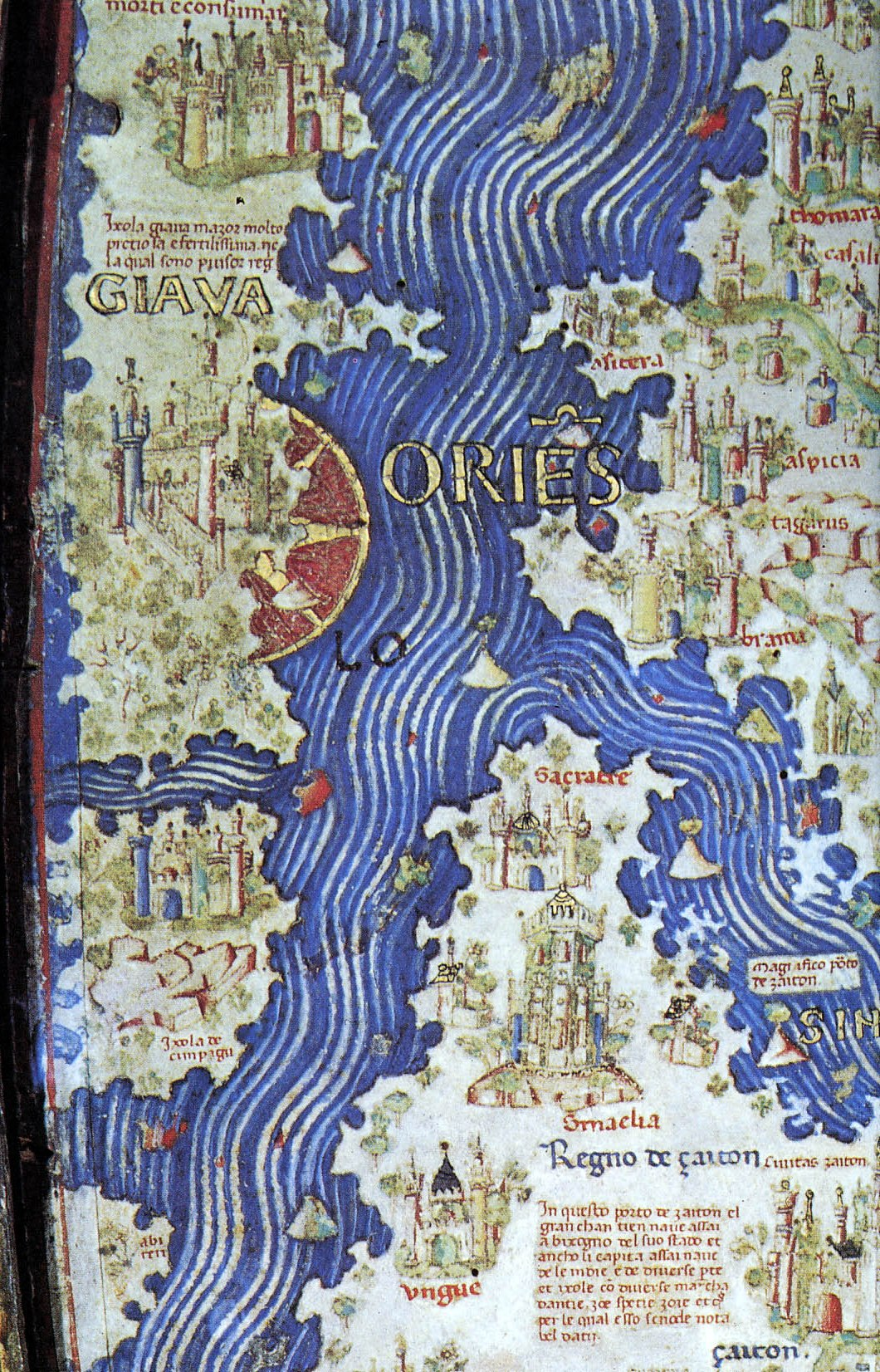
Cipangu (được gọi là ixola de cimpagu ở phía trái trung tâm) trong bản đồ Fra Mauro vào năm 1453, là mô tả đầu tiên về hòn đảo này trên bản đồ phương Tây.

Cả Nippon và Nihon đều có nghĩa đen là "nguồn gốc của mặt trời", nghĩa là nơi mặt trời bắt nguồn, và thường được dịch là Vùng đất Mặt trời mọc. Danh pháp này xuất phát từ sự tương ứng của Hoàng gia với nhà Tùy của Trung Hoa và đề cập đến vị trí ở phía đông so với Trung Quốc. Trước khi Nihon trở thành tên gọi chính thức, Nhật Bản được gọi là Wa (倭 (Oa)/ わ/ ワ Wa) hoặc Wakoku (倭国 (Oa Quốc) Wakoku). Wa là tên gọi mà nước Trung Hoa cổ xưa dùng để nhắc đến một nhóm dân tộc thiểu số sống ở Nhật Bản trong thời kì Tam Quốc.
Mặc dù nguồn gốc từ nguyên của "Wa" vẫn chưa chắc chắn, các văn bản Trung Quốc trong lịch sử ghi chép lại một nhóm người cổ đại sống trên quần đảo Nhật Bản (có lẽ là Kyūshū), đôi khi được đặt tên như *ˀWâ hoặc *ˀWər 倭. Carr (1992:9–10) khảo sát các đề xuất phổ biến cho từ nguyên của Wa, trải dài từ những nguồn đáng tin cậy (phiên âm từ đại từ nhân xưng ngôi đầu tiên trong tiếng Nhật waga 我が "của tôi; của chúng ta" và ware 我 "tôi; chính mình; ngươi") tới dung tục (viết Wa trong tiếng Nhật là 倭 ý chỉ "người lùn"), và tóm tắt các cách hiểu cho "tiếng Nhật" *ˀWâ thành các biến thể của hai từ nguyên: "về mặt hành vi 'dễ quy phục' hoặc về mặt vật lý 'ngắn'." Cách giải thích đầu tiên "dễ quy phục; dễ bảo" bắt đầu với quyển từ điển Thuyết văn giải tự (121 CE). Nó định nghĩa 倭 là thuận mạo 順皃 "thể hiện dễ bảo/dễ phục tùng/dễ sai khiến", có bộ "nhân" 亻với chữ ủy 委 "quanh co", và trích dẫn thơ từ Kinh Thi. "Có thể hiểu được, khi người Trung Quốc lần đầu tiên gặp người Nhật Bản," Carr (1992:9) gợi ý "họ đã phiên âm từ Wa là *ˀWâ với nghĩa 'cúi xuống' biểu thị động tác cúi đầu thể hiện 'sự tuân thủ'. Động tác cúi đầu được ghi chú trong các tài liệu tham khảo trong lịch sử ban đầu liên quan tới Nhật Bản." Các ví dụ bao gồm "Sự tôn trọng được thể hiện bằng việc ngồi xổm" (Hậu Hán thư, tr. Tsunoda 1951:2), và "họ thực hiện cả động tác ngồi xổm hoặc quỳ xuống, với hai bàn tay đặt trên mặt đất. Đây là cách họ thể hiện sự tôn trọng." (Ngụy chí, tr. Tsunoda 1951:13). Koji Nakayama giải thích chữ uy 逶 "sự uốn lượn" như "xa xôi, diệu vợi" dịch uyển ngữ chữ Oa 倭 là "tách khỏi lục địa." Từ nguyên thứ hai của oa 倭 nghĩa là "người lùn, người nhỏ bé" có từ cùng gốc khả thi là ải 矮 "thấp, ngắn (tầm vóc)", uy 踒 "căng; bong gân; chân cong", và ngọa 臥 "nằm xuống; cúi; ngồi (động vật và chim)". Sử liệu triều đình Trung Hoa thuở sơ khai đề cập đến một địa điểm Chu Nho quốc 侏儒國 "quốc gia của người nhỏ bé/người lùn" nằm ở phía nam Nhật Bản, liên kết có thể với đảo Okinawa hay quần đảo Lưu Cầu. Carr trích dẫn các ưu tiên lịch sử của việc coi Wa là "người dễ phục tùng" và truyền thuyết "Quốc gia người lùn" là bằng chứng cho thấy từ nguyên của "những người nhỏ bé" là một sự phát triển thứ cấp.
Các nhà ghi chép Trung Hoa, Triều Tiên, và Nhật Bản thường ghi tên nước Nhật Wa hoặc Yamato bằng chữ Hán 倭 cho tới thế kỷ thứ 8, khi người Nhật cảm thấy sai lầm vì hàm ý xúc phạm của nó, thay thế bằng chữ 和 "hòa hợp, hòa bình, cân bằng". Được áp dụng từ thời điểm này, kí tự này đã được mượn vào tiếng Nhật để chỉ bản thân đất nước này, thường được kết hợp với chữ 大, nghĩa đen là "lớn", để viết cho tên gọi Yamato (大和) đã có từ trước (theo cách tương tự như 大清帝國 Đại Thanh Đế quốc, 大英帝國 Đại Anh Đế quốc). Tuy nhiên, cách đọc Yamato không thể được hình thành từ âm thanh của các ký tự cấu thành của nó; nó đề cập đến một địa điểm ở Nhật Bản và được suy đoán ban đầu có nghĩa là "Cổng núi" (山戸). Những từ sử dụng một số chữ Hán để đặt tên cho một từ tiếng Nhật nào đó chỉ nhằm mục đích đại diện cho nghĩa của từ đó bất kể cách đọc on'yomi hoặc kun'yomi của mẫu tự kanji như vậy, hay còn gọi là jukujikun, không phổ biến trong tiếng Nhật. Các tên gọi gốc khác trong văn bản Trung Quốc có nước Yamatai  (邪馬台国), nơi một người là Nữ hoàng Himiko đã sống. Khi hi no moto, cách nói bản địa của người Nhật Bản chỉ "nguồn gốc của mặt trời", được viết bằng kanji, nó được đặt cho các ký tự 日本. Theo thời gian, những ký tự này bắt đầu được đọc bằng cách đọc Trung-Nhật, ban đầu là Nippon và sau là Nihon, mặc dù hai tên có thể hoán đổi cho đến ngày nay.
Tên gọi Nippon chỉ xuất hiện trong lịch sử từ cuối thế kỷ thứ 7. Cuốn Cựu Đường thư (舊唐書), một trong Nhị thập tứ sử, phát biểu rằng sứ thần Nhật Bản không hài lòng với tên gọi quốc gia Oa Quốc (Woaguok) (倭國) của ông, và thay đổi nó thành Nippon (Nhật Bản; trong tiếng Trung, nyitbon) (日本), hay "Nguồn gốc Mặt trời". Một biên niên sử vào thế kỷ 8 khác, Sử kí chính nghĩa (史記正義), tuy nhiên, lại phát biểu rằng Nữ hoàng Võ Tắc Thiên ra lệnh cho sứ thần Nhật Bản thay đổi tên quốc gia thành Nippon. Mặt trời đóng vai trò quan trọng trong thần thoại và tôn giáo của Nhật Bản, khi Thiên hoàng được cho là hậu duệ trực tiếp của nữ thần mặt trời Amaterasu và tính hợp pháp của gia đình cai trị dựa trên sắc lệnh và hậu duệ thiêng liêng từ vị thần chính của tôn giáo Thần đạo. Tên của đất nước phản ánh tầm quan trọng trung tâm của mặt trời.

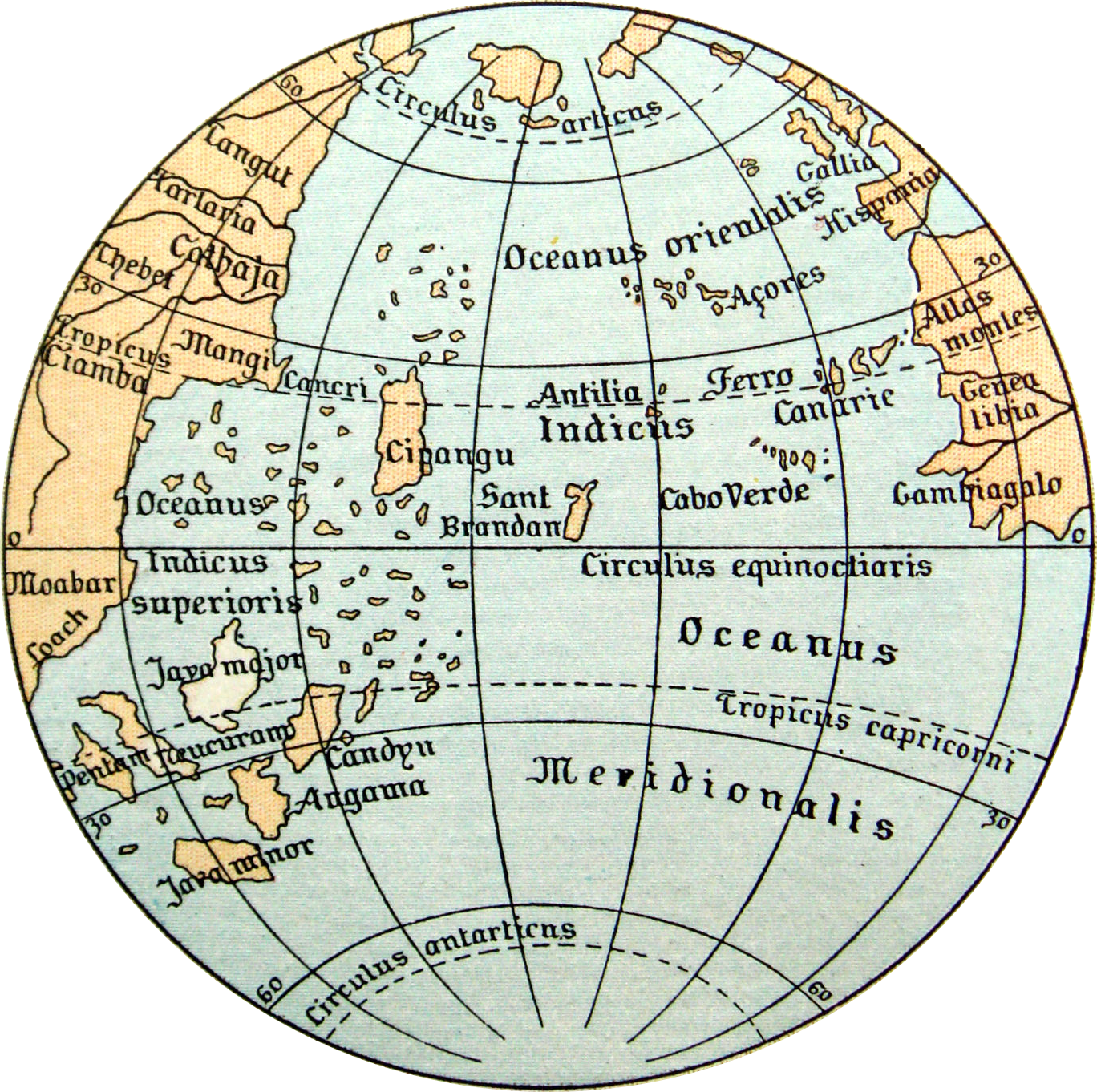
Cipangu mô tả trong quả địa cầu Martin Behaim năm 1492.

Tên gọi trong tiếng Anh của Nhật Bản (Japan) đến phương Tây từ các tuyến đường thương mại thuở ban đầu. Tên gọi chỉ Nhật Bản trong tiếng Quan thoại hay tiếng Ngô cổ được Marco Polo ghi lại là Cipangu. Trong tiếng Thượng Hải hiện đại (một ngôn ngữ của tiểu nhóm tiếng Ngô), cách phát âm chính thức của các kí tự 日本 (Nhật Bản) vẫn là Zeppen [zəʔpən]. Cách phát âm thông tục của ký tự 日 là [ɲəʔ], gần với Nippon hơn. Các tên gọi Jepang, Jipang, và Jepun trong tiếng Malaysia và Indonesia được mượn từ các phương ngữ tiếng Trung không phải Quan thoại, và từ gốc Mã Lai này đã được các thương nhân Bồ Đào Nha ở Malacca bắt gặp vào thế kỷ 16. Người ta cho rằng các thương nhân Bồ Đào Nha là những người đầu tiên mang từ này đến châu Âu. Nó được ghi lần đầu bằng tiếng Anh vào năm 1577 dưới dạng Giapan.
Trong tiếng Anh, danh hiệu chính thức hiện đại của đất nước này chỉ đơn giản là "Japan", một trong số ít các quốc gia không có tên "dạng dài". Tên chính thức bằng tiếng Nhật của Nhật Bản là Nippon-koku hoặc Nihon-koku (日本国), nghĩa đen là "Quốc gia Nhật Bản". Từ thời kỳ Minh Trị Duy tân cho tới cuối Chiến tranh thế giới thứ hai, danh hiệu đầy đủ của Nhật Bản là "Đại Đế quốc Nhật Bản" (大日本帝國 Dai Nippon Teikoku). Một bản dịch thi vị hơn của tên gọi Nhật Bản trong thời kỳ này là "Đế quốc Mặt trời mọc." Tên chính thức của quốc gia đã được thay đổi sau khi thông qua hiến pháp sau chiến tranh; danh hiệu "Quốc gia Nhật Bản" đôi khi được sử dụng như một từ hiện đại thông tục. Như một tính từ, thuật ngữ "Dai-Nippon" vẫn phổ biến với các tổ chức chính phủ, thương mại hoặc xã hội Nhật Bản có phạm vi vượt ra ngoài biên giới địa lý của Nhật Bản (ví dụ, Dai Nippon Printing, Dai Nippon Butoku Kai, vân vân).
Mặc dù Nippon hay Nihon cho đến nay vẫn là tên gọi phổ biển nhất để chỉ Nhật Bản ở trong nước, ngày nay các từ ngữ nước ngoài như Japan và thậm chí là Jipangu (từ Cipangu, xem bên dưới) cũng được sử dụng trong tiếng Nhật hầu như cho mục đích làm thương hiệu nước ngoài.

## Tên gọi trong lịch sử
Các nhà truyền giáo người Bồ Đào Nha cập bến Nhật Bản vào cuối thế ký 16. Trong quá trình học tiếng Nhật, họ đã tạo ra một số sách về ngữ pháp và từ điển tiếng Nhật Trung cổ. Từ điển Vocabvlario da Lingoa de Iapam năm 1603–1604 chứa hai mục để chỉ Nhật Bản: nifon và iippon.
Tên cuốn từ điển này (Từ điển ngôn ngữ Nhật Bản) minh họa rằng từ trong tiếng Bồ Đào Nha để chỉ Nhật Bản vào thời kì này là Iapam.

### Nifon
Trong lịch sử, âm /h/ trong tiếng Nhật đã trải qua một số thay đổi về âm vị học. Nguyên gốc là *[p], nó bị đọc nhẹ hơn thành [ɸ], và cuối cùng thành âm [h]hiện đại. Âm /h/ hiện đại vẫn được đọc là [ɸ] khi ở sau âm /ɯ/.
Tên gọi nifon trong tiếng Nhật Trung cổ trở thành nihon trong tiếng Nhật hiện đại thông qua những thay đổi âm vị học mang tính thường xuyên.

### Jippon
Trước khi xuất hiện phong cách Latin hóa hiện đại, người Bồ Đào Nha đã tự nghĩ ra hệ thống riêng của họ. Trong đó, /zi/ được viết ở cả hai dạng ii hoặc ji. Trong phong cách hiện đại Hepburn, iippon sẽ được dịch ra là Jippon. Không có thay đổi âm vị lịch sử để tính đến ở đây.
Về mặt từ nguyên, Jippon tương tự như Nippon ở chỗ nó là cách đọc thay thế cho 日本. Kí tự ban đầu 日 cũng có thể đọc là /ziti/ hoặc /zitu/. Được kết hợp với /hoɴ/ (本), nó thường được ghi là Jippon.
Không giống như cặp Nihon/Nippon, không có bằng chứng nào cho tên gọi *Jihon.

## Nihon và Nippon
Tên gọi đất nước Nhật Bản trong tiếng Nhật, 日本, có thể phát âm là Nihon hoặc Nippon. Cả hai đều là cách phát âm từ on'yomi.

### Ngữ nghĩa
日 (nichi) nghĩa là "mặt trời" hoặc "ban ngày"; 本 (hon) nghĩa là "cơ sở" hoặc "nguồn gốc". Từ ghép này có nghĩa là "nguồn gốc của mặt trời" hoặc "nơi mặt trời mọc" (từ quan điểm từ Trung Quốc, mặt trời mọc từ phía Nhật Bản); nó là một nguồn cơ sở cho mô tả của phương Tây về Nhật Bản như là "Vùng đất Mặt trời mọc" ("Land of the Rising Sun").
Nichi, trong các từ ghép, thường không có âm chi và tạo ra một khoảng ngắt nhẹ giữa âm tiết đầu và âm tiết thứ hai. Khi Latin hóa, khoảng ngắt này được thể hiện bằng cách nhân đôi phụ âm đầu tiên của âm tiết thứ hai; do vậy nichi 日 ghép với kō 光 (ánh sáng) được viết và phát âm là nikkō, nghĩa là "ánh sáng mặt trời".

### Lịch sử và diễn tiến
Các chữ kanji 日 và 本 trong lịch sử từng được phát âm là niti (hoặc jitu, phản ánh cách phát âm trong tiếng Trung Quốc hậu trung cổ) và pon, tương ứng. Trong từ ghép, tuy nhiên, các phụ âm ngắt cuối cùng (nghĩa là p, t, k) của chữ đầu tiên không được buông trong tiếng Trung Quốc trung cổ, và do vậy cách phát âm của 日本 là Nippon hoặc Jippon (với các phụ âm liền kề đồng hóa).
Những thay đổi về cách phát âm trong lịch sử tiếng Nhật đã dẫn dắt đến các cách phát âm hiện đại của các kí tự đặc trung ở đây là nichi và hon. Cách phát âm Nihon có nguồn gốc, có lẽ từ vùng Kantō, như là một sự giới thiệu lại cách phát âm độc lập này của 本 vào trong từ ghép. Điều này hẳn phải diễn ra trong thời kỳ Edo, sau khi một sự thay đổi về âm tiết khác diễn ra có kết quả ở việc thay đổi dạng này thành Niwon và sau này là Nion.
Một vài nỗ lực để định nghĩa dứt khoát một cách đọc chính thức đã bị chính phủ Nhật Bản bác bỏ, cơ quan này tuyên bố cả hai cách đọc đều đúng.

### Các quy ước hiện đại
Mặc dù cả hai cách phát âm đều đúng, Nippon thường được ưa dùng cho các mục đích chính thức, bao gồm tiền tệ, tem thư, và các sự kiện thể thao quốc tế, cũng như trong Nippon-koku, nghĩa đen là "Quốc gia Nhật Bản" (日本国).
Khác với điều này, dường như không có luật cố định nào để chọn một cách phát âm mà không chọn cách còn lại; trong nhiều trường hợp một dạng chỉ đơn giản là phổ biến hơn dạng còn lại. Ví dụ, người nói tiếng Nhật thường gọi ngôn ngữ của họ là Nihongo; Nippongo, trong khi khả thi,
thì lại rất hiếm thấy. Trong một số trường hợp khác, có nhiều phiên bản cách sử dụng khác nhau. Ví dụ, tên gọi cho Ngân hàng Nhật Bản (日本銀行) được ghi là NIPPON GINKO trên tiền giấy, nhưng thường được gọi (ví dụ trên truyền thông) là Nihon Ginkō.
Nippon luôn được sử dụng hoặc sử dụng thường xuyên nhất trong các công trình như sau:
- Nippon Yūbin, Nippon Yūsei (Tập đoàn Bưu chính Nhật Bản)
- Ganbare Nippon! (Một câu hô cổ động trong thể thao được sử dụng trong các sự kiện thể thao quốc tế, đại khái là 'Hãy làm hết sức mình, Nhật Bản!')
- Zen Nippon Kūyu Kabushiki-gaisha (All Nippon Airways)
- Nipponbashi (日本橋)  (một quận mua sắm ở Osaka)
- Nippon Kōgaku Kōgyō Kabushikigaisha (Công ty TNHH Công nghiệp quang học Nhật Bản, (cũng gọi là Nippon Kōgaku), được biết đến từ năm 1988 là Tập đoàn Nikon kể từ khi thương hiệu Nikon được sử dụng trên dòng sản phẩm máy ảnh của họ)

Nihon luôn được sử dụng hoặc sử dụng thường xuyên nhất trong các công trình như sau:
- JR Higashi-Nihon (Công ty Đường sắt Đông Nhật Bản, JR Group)
- Nihonbashi (日本橋) (một cây cầu ở Tokyo)
- Nihon Daigaku (Đại học Nihon)[15]
- Nihon-go (tiếng Nhật)
- Nihon-jin (người Nhật)[12]
- Nihon-kai (Biển Nhật Bản)[16]
- Nihon Kōkū (Japan Airlines)
- Nihon-shoki (một bộ sử cổ đại, không ghi là Nippon shoki)[17]

Năm 2016, nguyên tố thứ 113 trong bảng tuần hoàn được đặt tên là nihoni để vinh danh sự kiện khám phá vào năm 2004 bởi các nhà khoa học người Nhật tại RIKEN. Nguyên tố này không liên quan đến "nipponi".

## Jipangu

Một cách viết khác, "Zipangni" (phía trên bên trái), được sử dụng trong một tấm bản đồ năm 1561 của Sebastian Münster.

Như đã đề cập phía trên, tên gọi Japan trong tiếng Anh có một nguồn gốc dài dòng; nhưng các nhà ngôn ngữ học tin rằng nó tới một phần từ cách kí âm trong tiếng Bồ Đào Nha trong chữ Hán sơ cổ về tên gọi Nhật Bản trong tiếng Quan thoại hoặc tiếng Ngô: Cipan (日本), chuyển sang bính âm là Rìběn (IPA: ʐʅ˥˩pən˨˩˦), và dịch nghĩa đen là "nguồn gốc mặt trời". Guó (IPA: kuo˨˦) là chữ Hán chỉ "vương quốc", do đó nó có thể chuyển dịch thay thế thành Cipan-guo. Từ này có khả năng được giới thiệu vào tiếng Bồ Đào Nha thông qua tên tiếng Mã Lai Jipang.
Cipangu lần đầu được nhắc tới ở châu Âu thông qua các ghi chép của Marco Polo. Nó xuất hiện lần trên một bản đồ từ châu Âu với bản đồ Fra Mauro vào năm 1457, mặc dù nó xuất hiện sớm hơn nhiều trên các bản đồ Trung Quốc và Triều Tiên như Gangnido. Theo các ghi chép của Marco Polo, Cipangu được cho là có trữ lượng bạc và vàng dồi dào một cách tuyệt vời, mà ở thời Trung cổ phần lớn là chính xác, nhờ vào sự hoạt động núi lửa của các hòn đảo và khả năng tiếp cận quặng quý mà không cần phải có công nghệ khai thác sâu (không có tại thời điểm đó).
Tên gọi trong tiếng Hà Lan, Japan, có thể có nguồn gốc từ cách phát âm trong phương ngữ miền Nam Trung Quốc của 日本, là Yatbun hoặc Yatpun. Chữ J trong tiếng Hà Lan thường được phát âm là Y, do đó có cách ghi Ja-Pan.
Cách phát âm tên gọi Nhật Bản trong tiếng Thượng Hải hiện đại là Zeppen. Trong tiếng Nhật hiện đại, Cipangu được phiên âm là チパング, từ đó có thể phiên âm ngược lại trong tiếng Anh là Chipangu, Jipangu, Zipangu, Jipang, hoặc Zipang. Jipangu (ジパング (Zipangu)), là một tên gọi khó hiểu về Nhật Bản, gần đây đã trở nên thịnh hành trong các bộ phim điện ảnh, phim hoạt hình, trò chơi điện tử của Nhật Bản, v.v.

## Các tên gọi khác

### Cổ điển
Những cái tên này được phát minh sau khi du nhập chữ Hán vào ngôn ngữ, và chúng xuất hiện trong các văn bản lịch sử cho những niên đại huyền thoại thời tiền sử, và cả tên của các vị thần và Thiên hoàng Nhật Bản:
- Ōyashima (大八洲) - Đại vương quốc Tám (hoặc nhiều) hòn đảo,[21] Awaji, Iyo (sau là Shikoku), Oki, Tsukushi (sau là Kyūshū), Iki, Tsushima, Sado, và Yamato (sau là Honshū); chú thích rằng Hokkaidō, Chishima, và Okinawa không phải là một phần của Nhật Bản thời cổ đại, vì chúng chưa được người Nhật Bản khám phá ra hay được biết đến trong thời cổ đại. Tám hòn đảo này liên quan tới sự kiện khởi tạo nên tám hòn đảo chính của Nhật Bản bởi hai vị thần Izanami và Izanagi trong thần thoại Nhật Bản cũng như sự thật là chữ "八" (chỉ số 8) là từ đồng nghĩa với từ "nhiều".
- Yashima (八島), "Tám (hoặc nhiều) hòn đảo"
- Fusō (扶桑)
- Mizuho (瑞穂) chỉ bông lúa nói chung, ví dụ 瑞穂国 Mizuho-no-kuni "Vương quốc Bông lúa Tươi tốt)." Có nguồn gốc từ tiếng Nhật cổ midu > tiếng Nhật mizu ("nước; tươi tốt, tươi mát, mọng nước") + tiếng Nhật cổ fo > tiếng Nhật ho ("bông (lúa, đặc biệt là lúa nước").
- Shikishima (敷島) được viết bằng các chữ Hán có nghĩa là "hòn đảo mà người ta đã trải / đặt ra", nhưng tên này của Nhật Bản được cho là bắt nguồn từ tên của một khu vực ở quận Shiki của tỉnh Yamato, nơi một số hoàng đế của Nhật Bản cổ đại cư trú. Tên của Shikishima (tức là quận Shiki) đã được sử dụng trong thơ ca Nhật Bản như là một tên gọi cho tỉnh Yamato (tức là tiền thân cổ đại của Nara), và được mở rộng hoán dụ để chỉ toàn bộ hòn đảo Yamato (tức là Honshū) và cuối cùng, để chỉ toàn bộ lãnh thổ Nhật Bản. Lưu ý rằng từ shima, mặc dù thường chỉ có nghĩa là "hòn đảo" trong tiếng Nhật, cũng có nghĩa là "khu vực, lãnh thổ" trong nhiều ngôn ngữ của Quần đảo Ryūkyū.
- Akitsukuni (秋津国), Akitsushima (秋津島), Toyo-akitsushima (豊秋津島). Theo nghĩa đen của các chữ Hán được sử dụng để phiên âm những tên này của Nhật Bản, toyo có nghĩa là "phong phú", aki có nghĩa là "mùa thu", tsu có nghĩa là "bến cảng", shima có nghĩa là "hòn đảo" và kuni có nghĩa là "đất nước, vùng đất". Trong bối cảnh này, -tsu có thể được hiểu là một trường hợp hậu tố sở hữu cách đã lỗi thời, như trong matsuge "lông mi" (< tiếng Nhật me "mắt" + -tsu + tiếng Nhật ke "tóc") hoặc tokitsukaze "một cơn gió kịp thời, một cơn gió thuận lợi "(< tiếng Nhật toki "thời gian" + -tsu + tiếng Nhật kaze "gió"). Tuy nhiên, akitu hay akidu cũng là những từ tiếng Nhật cổ hoặc mang tính địa phương chỉ "chuồn chuồn", vì vậy "Akitsushima" có thể được hiểu là "Đảo chuồn chuồn."[22] [22] Một cách giải thích khác lấy akitsu- giống hệt với akitsu- của akitsukami hoặc akitsumikami ("thần nhập thể, một vị thần hiển nhiên", thường được sử dụng như một văn bia danh dự cho Thiên hoàng Nhật Bản), có lẽ với ý nghĩa "vùng đất hiện tại, (các) hòn đảo nơi chúng ta đang ở hiện tại."
- Toyoashihara no mizuho no kuni (豊葦原の瑞穂の国). "Vương quốc Đồng bằng Lau sậy Phong phú Tươi tốt," Ashihara no Nakatsukuni, "Vùng đất Trung tâm Đồng bằng Lau sậy," "Đất nước giữa Đồng bằng Lau sậy" (葦原中国).
- Hinomoto (日の本). Cách đọc kun đơn thuần của 日本.

Chuyển dịch katakana ジャパン (Japan) của từ tiếng Anh Japan đôi khi được bắt gặp trong tiếng Nhật, ví dụ như tên của các tổ chức đang tìm cách trình chiếu một hình ảnh mang tầm quốc tế. Ví dụ như ジャパンネット銀行 (Japan Netto Ginkō) (Japan Net Bank), ジャパンカップ (Japan Kappu) (Japan Cup), ワイヤレスジャパン (Waiyaresu Japan) (Wireless Japan), vân vân.
Đông Dương (東洋) và Đông Doanh (東瀛) – cả hai đều có nghĩa là "Đông Đại dương" – là những thuật ngữ trong tiếng Trung đôi khi được sử dụng để nói về Nhật Bản một cách kỳ lạ khi đối chiếu nó với các quốc gia hoặc khu vực khác ở phía đông lục địa Á-Âu; tuy nhiên, những thuật ngữ tương tự nhau này cũng có thể được sử dụng để chỉ toàn bộ Đông Á khi đối chiếu "phương Đông" với "phương Tây". Thuật ngữ đầu tiên, Đông Dương, đã được coi là một thuật ngữ mang tính miệt thị khi được sử dụng có nghĩa là "Nhật Bản", trong khi thuật ngữ thứ hai, Đông Doanh, vẫn là một tên thơ ca mang tính tích cực. Chúng có thể tương phản với Nam Dương (Nam Đại dương), trong đó đề cập đến Đông Nam Á và Tây Dương (Tây Đại dương), đề cập đến thế giới phương Tây. Trong tiếng Nhật và tiếng Hàn, cụm chữ Hán có nghĩa là "Đông Đại dương" (phát âm là tōyō trong tiếng Nhật và dongyang (동양) trong tiếng Hàn) chỉ được dùng để chỉ vùng Viễn Đông (bao gồm cả Đông Á và Đông Nam Á) nói chung, và nó không được sử dụng theo nghĩa "Nhật Bản" cụ thể hơn trong tiếng Trung.
Tại Trung Quốc, Nhật Bản được gọi là Rìběn, cách phát âm trong tiếng Quan thoại cho 日本. Cách phát âm từ này trong tiếng Quảng Châu là Yahtbún [jɐt˨ pun˧˥], trong tiếng Thượng Hải là Zeppen [zəʔpən], và trong tiếng Phúc Kiến là Ji̍tpún / Li̍t-pún. Các tên gọi này ảnh hưởng tới tên gọi của Nhật Bản trong tiếng Mã Lai, Jepun, and và trong tiếng Thái Yipun (ญี่ปุ่น). Các thuật ngữ Jepang và Jipang, có gốc Trung Quốc, trước đó đều được sử dụng trong cả tiếng Mã Lai và tiếng Indonesia, nhưng ngày nay chủ yếu giới hạn trong ngôn ngữ Indonesia. Người Nhật giới thiệu các cụm Nippon và Dai Nippon vào Indonesia trong giai đoạn chiếm đóng (1942–1945), nhưng tên gọi bản địa Jepang vẫn phổ biến hơn. Trong tiếng Hàn, Nhật Bản được gọi là Ilbon (Hangeul: 일본, Hanja: 日本), là cách đọc trong tiếng Hàn với tên gọi gốc Hán-Triều, và trong ngôn ngữ Hán-Việt, ta có tên gọi Nhật Bản (cũng được chuyển ngữ thành Nhựt Bổn). Trong tiếng Mông Cổ, Nhật Bản được gọi là Yapon (Япон).
Tên gọi Ue-kok (倭國) được ghi nhận ở những người nói tiếng Phúc Kiến lớn tuổi. Trong quá khứ, Triều Tiên/Cao Ly cũng sử dụng cụm 倭國, phát âm là Waeguk (왜국).

### Tên gọi không có gốc Đông Á
| Ngôn ngữ            | Tên gọi đương đại cho Nhật Bản (Latin hóa) |
| ------------------- | ------------------------------------------ |
| Tiếng Ả Rập         | اليابان (al-yābān)                         |
| Tiếng Anh           | Japan                                      |
| Tiếng Amhara        | ጃፓን (japani)                               |
| Tiếng Armenia       | ճապոնիա (Chaponia)                         |
| Tiếng Azerbaijan    | Yaponiya                                   |
| Tiếng Bengal        | জাপান (Jāpān)                                |
| Tiếng Basque        | Japonia                                    |
| Tiếng Ba Tư         | ژاپن (žāpon)                               |
| Tiếng Ba Lan        | Japonia                                    |
| Tiếng Belarus       | Японія (Japonija)                          |
| Tiếng Bồ Đào Nha    | Japão                                      |
| Tiếng Catalunya     | Japó                                       |
| Tiếng Croatia       | Japan                                      |
| Tiếng Đan Mạch      | Japan                                      |
| Tiếng Đức           | Japan                                      |
| Tiếng Gael Scotland | Iapan                                      |
| Tiếng Galicia       | O Xapón                                    |
| Tiếng Gruzia        | იაპონია (iaponia)                          |
| Tiếng Hawaii        | Iapana                                     |
| Tiếng Hà Lan        | Japan                                      |
| Tiếng Hebrew        | יפן (Yapan)                                |
| Tiếng Hindi         | जापान (jāpān)                                |
| Tiếng Hungary       | Japán                                      |
| Tiếng Hy Lạp        | Ιαπωνία (Iaponía)                          |
| Tiếng Iceland       | Japan                                      |
| Tiếng Indonesia     | Jepang                                     |
| Tiếng Ireland       | An tSeapáin                                |
| Tiếng Kazakh        | Жапония (Japoniya)                         |
| Tiếng Khmer         | ជប៉ុន (japon)                                |
| Tiếng Kurdish       | Japonya                                    |
| Tiếng Malta         | Ġappun                                     |
| Tiếng Mã Lai        | جڤون (Jepun)                               |
| Tiếng Mông Cổ       | Япон                                       |
| Tiếng Nga           | Япония (Yaponiya)                          |
| Tiếng Pháp          | Japon                                      |
| Tiếng Phần Lan      | Japani                                     |
| Tiếng Filipino      | Nippón/Nihón/Hapón (Japón)                 |
| Tiếng România       | Japonia                                    |
| Tiếng Séc           | Japonsko                                   |
| Tiếng Sinhala       | ජපානය (Japanaya)                            |
| Tiếng Slovak        | Japonsko                                   |
| Tiếng Tamil         | ஜப்பான் (Jappaan)                             |
| Tiếng Tây Ban Nha   | Japón                                      |
| Tiếng Thái          | ญี่ปุ่น (yīpun)                                |
| Tiếng Thổ Nhĩ Kỳ    | Japonya                                    |
| Tiếng Thụy Điển     | Japan                                      |
| Tiếng Ukraina       | Японія (Yaponiya)                          |
| Tiếng Urdu          | جاپان (jāpān)                              |
| Tiếng Việt          | Nhật Bản                                   |
| Tiếng Wales         | Siapan                                     |
| Tiếng Xhosa         | Japhan                                     |
| Tiếng Ý             | Giappone                                   |